# Florencia Ortiz
Florencia Ortiz (Buenos Aires, 15 desembre 1971) és una actriu argentina.
Coneguda per interpretar dolentes a la televisió. Va contreure matrimoni amb Lucas Inza, té una filla anomenada Eva. Actualment (2020) viu a Premià de Mar.

## Teatre
- 1999, Closer.

## Filmografia
- 1998,	Buenos Aires me mata.
- 2003,	¿Quién es Alejandro Chomski?
- 2007,	La cámara oscura

## Televisió
- 1996,	90 60 90 modelos
- 1997,	Los herederos del poder
- 1998,	Muñeca brava
- 2000,	Los médicos de hoy
- 2001,	Los médicos de hoy 2
- 2002,	¡Ala... Dina!
- 2003,	Autoestima
- 2005,	Amor en custodia
- 2005-2006, Un cortado, historias de café
- 2006,	Se dice amor
- 2007,	Patito feo
- 2008,	Amanda O
- 2009,	Champs 12
- 2010,	Secretos de amor
- 2011,	Los Únicos
- 2012,	Volver a nacer
- 2012-2013,	Dulce amor
- 2014,	Somos familia
- 2014-2015,	Violetta
- 2015,	Esperanza mía
- 2017-2018,	Dalia de las hadas